# 韦铣
韦铣（662年—717年7月8日），字籝金，京兆郡杜陵县（今陕西省西安市长安区）人，出自京兆韦氏彭城公房，唐朝官员。

## 生平
韦铣虚龄十七时应制对策取得好成绩，出任利州参军，调补和州录事参军、洛州永宁县主簿，加朝散大夫，转任洛州洛阳县县尉，升任太府寺主簿。韦铣很快转任鸾台给事中、兼任右御史中丞，因为亲戚连累被贬官为舒州司马，又升任郑州司马，很快转任尚书祠部郎中、洛州永昌县县令、雍州司马，外任汝州刺史，转任台州刺史，升任润州刺史、兼江东道按察使，加都督润宣苏常杭越六州诸军事、润州都督，很快出任润州都督、润州刺史兼江东道按察使如故，又以本官兼任御史中丞，加银青光禄大夫，封汶阳县开国男，出任京畿按察使，转任杨州大都督府长史、兼淮南道按察使。韦铣又很快升任魏州刺史、河北道按察使，转任仪州刺史，再转任邢州刺史。开元五年五月廿五日（717年7月8日），韦铣在官方宿舍中去世，虚岁五十六，开元八年十一月与夫人合葬于河南府洛阳县清风乡长乐原。

## 其他
景云年间，润州刺史韦铣兼任按察使，自认为门第清高显贵，曾经挑选女婿，虽然有些门第高贵显赫、名声很大的人，韦铣都认为不行。等到除夕这一天，韦铣白天闲暇无事，他和妻子儿女登上城楼眺望风景，见到几个人在一个园圃里掩埋东西。韦铣觉得奇怪，招来一个小吏指着那个地方，让他去询问。小吏回来说：“看到的地方是参军裴宽的住宅。”韦铣让小吏把裴宽找来，问裴宽在干什么。裴宽说：“我经常告诫自己，不能接受贿赂败坏家风。今天有人送来一只鹿，放下以后走了。我不能欺骗自己，所以就和家僮将鹿埋在后园里，以坚持自己的原则，没想到刺史看见了。”韦铣赞叹称异，于是引荐裴宽担任按察判官，又走下台阶对裴宽说：“我有个亲生女儿，想要把她嫁给你。”裴宽拜谢后离去。韦铣回去对夫人说：“曾经想要挑选好女婿，今天果然找到了。”夫人问他是谁，韦铣告诉夫人就是今天在城上看到埋东西的人。第二天，韦铣又把裴宽招来，韦铣全家在帘巾后面观看，见到裴宽穿着八品以下官员的宽衣碧衫，又瘦又高，裴宽进了门以后，韦家全家大笑，称裴宽是鹳鹊，韦铣的夫人在帘巾后面哭了。裴宽走了后，韦铣对夫人说：“爱女儿，应当让她作有才德且官高位显之人的妻子，难道要找一个仿佛白葫芦一样的奴才？”韦铣最终女儿嫁给了裴宽，他的女儿果然和裴宽白头偕老，幸福长寿且高贵显赫，亲戚中没人比得上。所以开元天宝年间，推选名家望族，裴宽被排在第一位。

## 家庭

### 高祖
- 韦休业，北魏车骑大将军、金紫光禄大夫[2]

### 曾祖
- 韦澄，国子祭酒、绵州刺史[2]

### 祖父
- 韦庆植，仓部郎中、魏王府司马[2]

### 父亲
- 韦珣，秦幽二州户曹参军、贝州清河县县令[2]

### 夫人
- 清河张氏，唐朝江州刺史张戬之女，封清阳郡夫人[2]

### 子女
- 韦鋻[2]
- 韦鍳[2]
- 韦鍪[2]
- 韦銮，唐朝右赞善大夫、颍王府司马
- 韦氏，嫁裴宽